# Реформація в Нідерландах
Реформація в Нідерландах — рух в Іспанських Нідерландах, спрямований проти католицької церкви. Вона була частиною великої Реформації в Європі XVI століття. В Нідерландах з 1540 року почав поширюватися кальвінізм, а вже до 1560 року більшість населення були протестантами. Завершенням Реформації в Нідерландах стало укладення Утрехтської унії в 1579 році, що розділило країну на дві частини — південну католицьку і північну протестантську.

## Причини та передумови
Поява перших протестантів в Нідерландах за часом практично збігається з проповіддю Лютера, проте ні лютеранство, що проповідувало вірність сюзерену (яким для Нідерландів був іспанський король), ні анабаптизм не отримали в країні значної кількості прихильників. З 1540 року тут почав поширюватися кальвінізм, і вже до 1560 року вже більшість населення були реформатами .
Віровчення і практика протестантизму ґрунтується на принципах Реформації Quinque sola («П'ять „тільки“»), а саме, Sola scriptura («тільки Писанням»), Sola gratia («тільки благодаттю»), Sola fide («тільки вірою»), Solus Christus («тільки Христос») та Soli Deo gloria («тільки Богу слава»). Основною ідеєю протестантизму, сформульованою Мартіном Лютером, є заперечення того, що спасіння можна досягти добрими вчинками чи будь-якими людськими зусиллями, натомість спасіння досягається винятково вірою у викупну жертву Ісуса Христа.
Найбільш драматичні події в Нідерландах відбулися під час правління короля Іспанії Філіпа II. Будучи переконаним католиком, Філіп нетерпимо ставився до Реформації в Нижніх країнах, де з'являлося все більше кальвіністів. Його переслідування протестантів, податковий гніт, спроби централізувати адміністрацію, суди привели до повстання жителів Нідерландів.
Спонтанно виникали осередки опору владі, особливо під час страт єретиків. Одночасно в 1562 році оформилася аристократична опозиція (так звана Ліга панів), яку очолили принц Вільгельм Оранський, граф Ламораль Егмонт, адмірал Горн. У 1563 році виник близький до Ліги панів Союз дворян. 5 квітня 1566 року депутація союзу в складі кількох сотень людей вручила правительці Нідерландів Маргариті Пармській звернення, що містило вимоги опозиціонерів.

## Історія
Влітку 1566 року Ліга панів уклала угоду з кальвіністськими міськими консисторіями, які вимагали від дворян не зупинятися на півшляху. У серпні 1566 року протистояння набуває озброєний характер. Повсталі громили в першу чергу католицькі церкви і монастирі. Число погромів у Фландрії було більше 400, а по всіх Нідерландах більш 5500. Все це розлютило Філіпа II. Він змістив Маргариту Пармську, а замість неї призначив правителем країни полководця герцога Альбу, який 22 серпня 1567 року на чолі з величезною армією вступив в країну. За наказом короля Філіпа II, 6 вересня 1567 року герцог Альба і генеральний прокурор Якоб Гессельс заснували Раду у справах про заколоти (Рада у справах заворушень), що існувала з 1567 по 1573 роки. Основним місцем засідань Ради було місто Мехелен. У грудні 1573 року Рада фактично припинила своє існування. Формально була скасована кардиналом Реквезенсом 7 червня 1574 года. За свою безпрецедентну в історії Нідерландів жорстокість ця рада була незабаром названа «Кривавою радою». За час її діяльності до смерті було засуджено близько 2 000 чоловік. За документованим даними, страчені були 1073 людини, в тому числі 5 червня 1568 в Брюсселі — графи Егмонт і Горн. Заочно був засуджений до смерті принц Вільгельм Оранський.
Однак, для герцога Альби і цих заходів виявилося недостатньо. У 1571 році він ініціював введення податкової системи: 1 % на все майно, 5 % на продаж нерухомості, 10 % на рухоме майно. Після цього економічне життя країни увійшло в період стагнації і населення, позбавлене робочих місць, перед страхом репресій за переслідування католиків — збиралося в групи і перейшло в стан партизанської війни.
Повстання на суші було придушене, проте голландці почали партизанську війну на море. Вони отримали назву «морських гезів». Однак спочатку ні Вільгельм Оранський, ні герцог Альба, які готувалися до війни не звернули увагу на «бунт мужиків». Морські гези отримали від Вільгельма Оранського каперські свідоцтва, які надавали їм статусу каперів (корсарів) і тим самим узаконювали їхні піратські напади на іспанські торгові судна і прибережні поселення. Завдяки накопиченим грошам, до 1569 року були готові до активних бойових дій 84 корабля. Щоб вони не перетворилися в неконтрольовану силу, Вільгельм I Оранський заснував для морських гезів статут, призначив Вільяма II де ла Марка адміралом і наказав своєму братові Людвігу Нассау-Ділленбургському відповідати за постачання. У 1572 році Іспанія за допомогою дипломатичних переговорів досягла угоди з Англією і остання зобов'язалася закрити порти для повстанців і примусити залишити  їх кораблі негайно. Після цього 1 квітня 1572 року 22 кораблі покинули порт Дувр і перейшли до облоги міста Брілле. У 1573 року морські гези зняли іспанську блокаду міста Лейден, а вже на наступний рік повністю перейшли під командування Вільгельма I Оранського і почали використовувати оранжево-біло-синій прапор. Також, саме вони вперше в історії мореплавання підняли спеціальний прапор — гюйс. У тому ж 1573 року морські гези прийшли на допомогу обложеному місту Алкмар. Невдала облога цього міста змусила іспанське командування забезпечити флот на чолі з графом де Буссю. Флот в кількості 30 кораблів вийшов із захопленого іспанцями Амстердама і відразу ж був атакований силами морських гезів. Вирішальна битва відбулася в затоці Зейдерзе, в результаті якої іспанський флот був частково знищений і розсіяний, а його командувач граф де Буссю був узятий в полон. 1574 року флот морських гезів поспішив до Лейдена, який вже знаходився більше року в облозі. Кораблі під командуванням адмірала графа де Буссю 1 вересня 1574 року підійшли до Роттердаму, де їх очікував Вільгельм I Оранський. Спільно з сухопутними силами морським гезам вдалося зняти облогу Лейдена 3 жовтня 1574 року.
Однак і в цей час тривало становлення національної церкви. На Соборі 1571 року в Егмонті було вирішено прийняти пресвітеріанську систему управління церквою. Собор також прийняв Нідерландське сповідання , складене кальвіністським пастором Гі де Бре ще в 1561 році і переглянуте Франциском Юнієм.
1574 року Дордрехтський синод теж підтвердив Нідерландське сповідання, яке поряд з Гейдельберзьким катехізисом стали основними віронавчальними текстами реформатів Нідерландів. У 1575 році в Лейдені відкрився університет, основним завданням якого була підготовка кадрів для Реформатської Церкви в Голландії.
У 1576 р. в Генті зібрались Генеральні штати всієї країни, які виробили угоду (Гентське умиротворення). Там йшлося про вірність Філіпу ІІ і католицизму, відміну законів Альби і вивід іспанських військ. Але ні слова про конфіскацію церковних земель, земельну реформу, свободу віросповідання для кальвіністів. «Гентське умиротворення» було спробою змови дворян з консервативним бюргерством і купецтвом, розрахованою на подальшу угоду з Філіпом ІІ.
Практичним кроком у цьому напрямі стало підписання Генеральними штатами у 1577 р. «Вічного едикту» з іспанським намісником Хуаном Австрійським. Однак намісник віроломно порушив укладений договір і спробував повернути іспанські порядки. У 1578 р. Хуан Австрійський розгромив армію Генеральних штатів у битві при Жамблу. Ініціатива перейшла до буржуазії, що спиралась на народ. Низи громили церкви й монастирі, вводили кальвінізм, створювали загони самооборони.
У Фландрії і Брабанті створювались нові органи — «комітети 18-ти». Спочатку вони відали лише обороною, але поступово почали втручатись у всі справи — у постачання продовольством, зброєю, конфіскацію майна церкви. «Комітет 18-ти» Брюсселя впливав на Генеральні штати і Державну раду. Восени 1577 р. він вимагав загального озброєння народу, революційного ведення війни проти дона Хуана.
Гостра боротьба йшла в столиці Фландрії Генті. У 1577 р. повсталий плебс заарештував тут групу дворян-змовників, а два іспанських пособники були страчені. Офіційною релігією був проголошений кальвінізм. Церковне майно конфісковувалось і продавалось із аукціонів. Гентці припинили сплату податків Генеральним штатам, бо ті «погано воюють з іспанцями».

## Підсумки та наслідки
Південні провінції країни 6 січня 1579 року уклали Арраську унію, направлену на збереження влади іспанського короля Філіпа II Габсбурга. У відповідь п'ять північних провінцій (пізніше до них приєдналися ще дві провінції) 23 січня 1579 року уклали в Утрехті унію проти іспанської влади, яка намагалася відновити панування в Нідерландах, фактично втрачене в ході революції, і проти внутрішньої феодально-католицької реакції. Ці союзи фактично розділили країну на дві частини — південну католицьку і північну протестантську. Укладення Утрехтської унії заклало основу самостійного державного існування Республіки Сполучених провінцій (до Утрехтської унії приєдналися також багато міст Фландрії і Брабанту, але в 1580-х роках 16 ст. вони були завойовані іспанськими військами).
Однак війни на території Нідерландів тривали. Остаточно незалежність Північних Нідерландів була визнана тільки за підсумками Вестфальського миру 1648 року. Цей мир також фактично зрівняв в правах реформоване християнство (різні протестантські церкви) з римо-католицьким християнством. На міжнародному рівні був визнаний принцип — «чия держава того й віра».
В Нідерландах виникнення національної церкви сприяло зростанню національної свідомості народу.
В економічному плані Реформація сприяла зміні старих феодальних економічних відносин на нові капіталістичні. Прагнення до економії, до розвитку промисловості, до відмови від дорогих розваг (так само як і дорогих богослужінь) сприяло накопиченню капіталу, який вкладався в торгівлю і виробництво. Так, зокрема, Нідерланди, будучи в більшості протестанською країною, почали випереджати в економічному розвитку католицькі та православні держави.